# Мотоёси
Мотоёси (яп. 本吉郡 Мотоёси-гун) — уезд, расположенный в префектуре Мияги, Япония.
По оценкам на 1 октября 2017 года, численность населения составляет 11 735 человек, площадь 163,4 км², плотность населения 71,8 человек на один км².
Уезд состоит из одного посёлка.
11 марта 2011 года уезд Мотоёси был разрушен цунами, которое было вызвано мощным землетрясением в Тихом океане, восточнее острова Хонсю. В посёлке Минамисанрику погибло более 800 человек. Для маленького посёлка — это большое число. Позднее, тысячи выживших решили покинуть посёлок, уменьшив его население ещё больше. По данным на 1 января 2011 года число жителей этого посёлка составляло 17 393 человека.

## Посёлки и сёла
- Минамисанрику

## История
В период Бакумацу (с 1853 по 1869 год) уезд Мотоёси входил в состав провинции Муцу, и находился на территории княжества Сэндай.
- 19 января 1869 года провинция Муцу была разделена, и уезд Мотоёси стал частью провинции Рикудзэн во владении княжества Такасаки
- 27 августа 1869 года на территории княжества Такасаки образована префектура Моно (桃生県)
- 18 сентября 1869 года префектура Моно переименована в префектуру Исиномаки (石巻県)
- 22 октября 1870 года префектура Исиномаки включена в состав префектуры Томэ (登米県)
- 13 декабря 1871 года, с упразднением системы ханов, уезд Мотоёси стал частью префектуры Итиносэки (一関県)
- 22 января 1872 года префектура Итиносэки переименована в префектуру Мидзусава (水沢県)
- 22 ноября 1875 года префектура Мидзусава переименована в префектуру Иваи (磐井県)
- 18 апреля 1876 года уезд Мотоёси становится частью префектуры Мияги
- 21 октября 1878 года были восстановлены уезды как административные единицы. Уездные органы управления созданы в селе Мотоёси

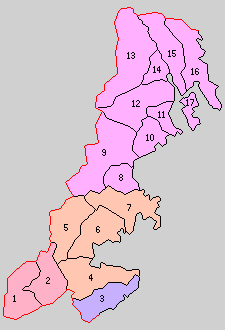
1. Нусадзаки, 2. Ёкояма,
3. Дзюсанхама, 4. Токура, 5. Ирия,
6. Мотоёси, 7. Утацу, 8. Коидзуми,
9. Митакэ, 10. Оя, 11. Хасиками,
12. Мацуива, 13. Ниицуки,
14. Кэсэннума, 15. Сисиори,
16. Каракува, 17. Осима
Фиолетовый — город Исиномаки
Красный — город Томе
Розовый — город Кесеннума
Оранжевый — пос. Минамисанрику

- 1 апреля 1889 года, с введением новой муниципальной системы, уезд стал состоять из посёлка Кэсэннума (気仙沼町) и 16 сёл: Нусадзаки (麻崎村), Ёкояма (横山村), Дзюсанхама (十三浜村), Токура (戸倉村), Ирия (入谷村), Мотоёси (本吉村), Утацу (歌津村), Коидзуми (小泉村), Митакэ (御嶽村), Оя (大谷村), Хасиками (階上村), Мацуива (松岩村), Ниицуки (新月村), Сисиори (鹿折村), Каракува (唐桑村), Осима (大島村)
- 31 октября 1895 года село Мотоёси преобразовано в посёлок Сидзугава (志津川町)
- 1 ноября 1906 года село Нусадзаки преобразовано в посёлок Янаидзу (柳津町)
- 1 апреля 1923 года уездный совет упразднён, уездная администрация остаётся
- 1 июля 1926 года уездная администрация упразднена
- 3 ноября 1941 года село Митакэ преобразовано в посёлок Цуя (津谷町)
- 1 апреля 1951 года село Сисиори преобразовано в посёлок Сисиори (鹿折町)
- 1 июня 1953 года посёлки Кэсэннума, Сисиори и село Мацуива сливаются и образовывают город Кесеннума, и выходят из состава уезда Мотоёси
- 3 ноября 1954 года посёлок Янаидзу и село Ёкояма объединяются в посёлок Цуяма (津山町)
- 11 февраля 1955 года село Каракува преобразовано в посёлок Каракува (唐桑町)
- 1 марта 1955 года посёлок Сидзугава, сёла Токура и Ирия объединяются в посёлок Сидзугава
- 30 марта 1955 года посёлок Цуя, сёла Коидзуми и Оя объединяются в посёлок Мотоёси (本吉町). Село Дзюсанхама объединяется с селом Хасиура (橋浦村) из уезда Моно (桃生郡) и они образовывают село Китаками (北上村) в уезде Моно. Соответственно, село Дзюсанхама выходит из состава уезда Мотоёси
- 1 апреля 1955 года сёла Ниицуки, Хасиками и Осима вошли в состав города Кесеннума
- 1 апреля 1959 года село Утацу преобразовано в посёлок Утацу (歌津町)
- 1 апреля 2005 года посёлок Цуяма и 8 посёлков уезда Томэ: Исикоси (石越町), Това (東和町), Тоёсато (豊里町), Тоёма (登米町), Накада (中田町), Хасама (迫町), Минамиката (南方町) и Ёнэяма (米山町), сливаются и образовывают город Томе
- 1 октября 2005 года торговый посёлок Сидзугава и село рыбаков и фермеров Утацу объединяются в посёлок Минамисанрику
- 31 марта 2006 года посёлок Каракува вошёл в состав города Кесеннума
- 1 сентября 2009 года посёлок Мотоёси вошёл в состав города Кесеннума